# Hyaleucerea leucoprocta
Hyaleucerea leucoprocta är en fjärilsart som beskrevs av Paul Dognin 1909. Hyaleucerea leucoprocta ingår i släktet Hyaleucerea och familjen björnspinnare. Inga underarter finns listade i Catalogue of Life.